# Open Sud de France 2016
Open Sud de France 2016 byl tenisový turnaj pořádaný jako součást mužského okruhu ATP World Tour, který se hrál v montpellierské aréně na krytých dvorcích s tvrdým povrchem. Konal se mezi 1. až 7. únorem 2016 ve francouzském městě Montpellier jako dvacátý devátý ročník turnaje.
Událost s rozpočtem 520 070 eur patřila do kategorie ATP World Tour 250. Nejvýše nasazeným ve dvouhře byl devátý hráč světa a obhájce titulu Richard Gasquet z Francie. Posledním přímým účastníkem v hlavní singlové soutěži se stal 115. německý hráč žebříčku Michael Berrer. Singlovou soutěž opět vyhrál Gasquet a čtyřhru opanovala dvojice Mate Pavić a Michael Venus, která tak získala druhou trofej v sezóně.

## Rozdělení bodů a finančních odměn

### Rozdělení bodů
| Soutěž  | vítězové | finalisté | semifinalisté | čtvrtfinalisté | 16 v kole | 32 v kole | Q  | Q3 | Q2 | Q1 |
| ------- | -------- | --------- | ------------- | -------------- | --------- | --------- | -- | -- | -- | -- |
| dvouhra | 250      | 150       | 90            | 45             | 20        | 0         | 12 | 6  | 0  | 0  |
| čtyřhra | 250      | 150       | 90            | 45             | 0         |           |    |    |    |    |

### Finanční odměny
| Soutěž                              | vítězové | finalisté | semifinalisté | čtvrtfinalisté | 16 v kole | 32 v kole | Q3     | Q2     | Q1 |
| ----------------------------------- | -------- | --------- | ------------- | -------------- | --------- | --------- | ------ | ------ | -- |
| dvouhra                             | €82 450  | €43 430   | €23 525       | €13 400        | €7 900    | €4 680    | €2 105 | €1 055 | —  |
| čtyřhra                             | €26 070  | €13 170   | €7 140        | €4 080         | €2 390    | —         | —      | —      | —  |
| částka ve čtyřhře je uvedena na pár |          |           |               |                |           |           |        |        |    |

## Mužská dvouhra

### Nasazení
| Stát                          | Hráč             | ATP | Nasazení |
| ----------------------------- | ---------------- | --- | -------- |
| Francie                       | Richard Gasquet  | 9.  | 1.       |
| Chorvatsko                    | Marin Čilić      | 13. | 2.       |
| Francie                       | Gilles Simon     | 15. | 3.       |
| Francie                       | Benoît Paire     | 18. | 4.       |
| Francie                       | Gaël Monfils     | 24  | 5        |
| Portugalsko                   | João Sousa       | 33. | 6.       |
| Chorvatsko                    | Borna Ćorić      | 40. | 7.       |
| Kypr                          | Marcos Baghdatis | 46. | 8.       |
| Žebříček ATP k 18. lednu 2016 |                  |     |          |

### Jiné formy účasti
Následující hráči obdrželi divokou kartu do hlavní soutěže:
- Marcos Baghdatis
- Julien Benneteau
- Quentin Halys

Následující hráči postoupili z kvalifikace:
- Dustin Brown
- Kenny de Schepper
- Édouard Roger-Vasselin
- Elias Ymer

### Odhlášení
před zahájením turnaje
- Ivan Dodig → nahradil jej Ruben Bemelmans
- Jerzy Janowicz → nahradil jej Lukáš Lacko
- Andrej Kuzněcov → nahradil jej Jan-Lennard Struff
- Tommy Robredo → nahradil jej Michael Berrer

## Mužská čtyřhra

### Nasazení
| Stát                                                                                   | Hráč           | Stát               | Hráč             | ATP  | Nasazení |
| -------------------------------------------------------------------------------------- | -------------- | ------------------ | ---------------- | ---- | -------- |
| Polsko                                                                                 | Łukasz Kubot   | Polsko             | Marcin Matkowski | 44.  | 1.       |
| Chorvatsko                                                                             | Mate Pavić     | Nový Zéland        | Michael Venus    | 89.  | 2.       |
| Rakousko                                                                               | Oliver Marach  | Francie            | Fabrice Martin   | 99.  | 3.       |
| Izrael                                                                                 | Jonatan Erlich | Spojené království | Colin Fleming    | 106. | 4.       |
| Žebříček ATP k 18. lednu 2016; číslo je součtem žebříčkového postavení obou členů páru |                |                    |                  |      |          |

### Jiné formy účasti
Následující páry obdržely divokou kartu do hlavní soutěže:
- Paul-Henri Mathieu /  Vincent Millot
- Alexander Zverev /  Mischa Zverev

## Přehled finále

### Mužská dvouhra
- Richard Gasquet vs.  Paul-Henri Mathieu 7–5, 6–4

### Mužská čtyřhra
- Mate Pavić /  Michael Venus vs.  Alexander Zverev /  Mischa Zverev 7–5, 7–6(7–4)